# 크리스토퍼 다크

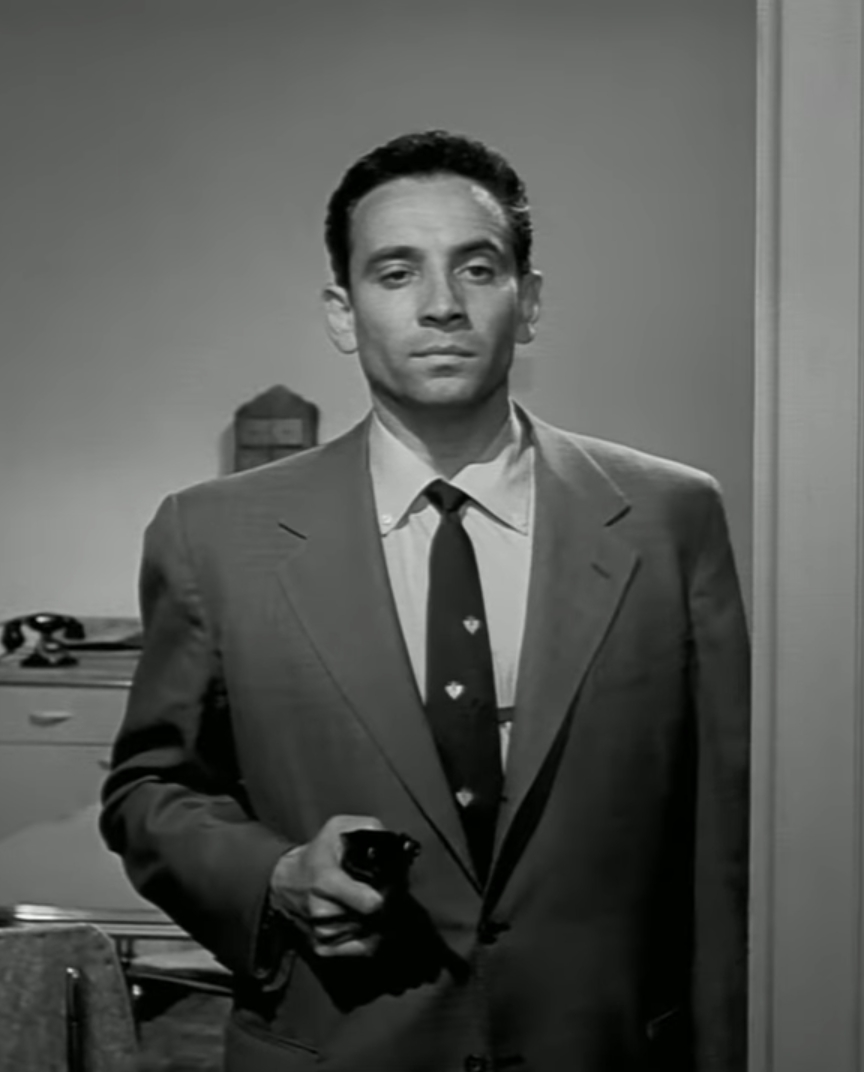

크리스토퍼 다크(Christopher Dark, 1920년 4월 21일 ~ 1971년 10월 10일)는 미국의 배우, 텔레비전 배우이다.
뉴욕에서 태어났으며 할리우드에서 사망하였다. 사인은 심근 경색이다.

## 영화
- 캐넌 목장 (1967년)
- 건망증 선생님 2 (1963년)
- 추격 (1959년)
- 보난자 (1959년)
- 서부의 파라딘 (1957년)
- 바디 페이스 넬슨 (1957년)
- 디즈니랜드 (1954년) - 파이크 역
- 론 레인저 - 49년 시리즈 (1949년)